# Танфу
Танфу (вьетн. Tân Phú) — городской район города Хошимин (Вьетнам). По состоянию на 2010 год, в районе проживает 407 924 человека. Площадь района составляет 16 км². Район разделен на 11 небольших подмножеств, которые называются кварталами. Танфу граничит с районом 12 на севере, районом Танбинь на востоке, районом Биньтан на западе и районами 6 и 11 на юге.

## Администрация
Район был отделён от района Танбинь в декабре 2003 г. 
Район состоит из 11 городских квартала:
- Тансоннхи
- Тайтхань
- Сонки
- Танкуй
- Тантхань
- Футхохоа
- Футхань
- Фучунг
- Хоатхань
- Хиэптан
- Тантхоихоа